# Глазачов Костянтин Олександрович
Костянтин Олександрович Глазачов (рос. Константин Александрович Глазачёв; 18 лютого 1985, м. Архангельськ, СРСР) — російський хокеїст, правий/лівий нападник. Виступає за СКА (Санкт-Петербург) у Континентальній хокейній лізі.
Вихованець хокейної школи «Локомотив» (Ярославль). Виступав за «Локомотив-2» (Ярославль), «Локомотив» (Ярославль), «Сибір» (Новосибірськ), «Амур» (Хабаровськ), «Металург» (Новокузнецьк), «Барис» (Астана), «Динамо» (Мінськ), «Металург» (Магнітогорськ), «Ак Барс» (Казань).
У складі юніорської збірної Росії учасник чемпіонату світу 2003.
Досягнення
- Чемпіон Росії (2003)
- Бронзовий призер юніорського чемпіонату світу (2003).